# Rio Frasinu (Dâmboviţa)
O Rio Frasinu é um rio da Romênia, afluente do Dâmboviţa, localizado no distrito de Argeş.